# Bundesstraße 207
De Bundesstraße 207 (kortweg B207) is een Duitse weg die uit twee delen bestaat. Het eerste gedeelte verloopt van de veerhaven bij Puttgarden, waar de B207 aansluiting geeft op de veerverbinding met het Deense Rødbyhavn, naar Heiligenhafen-ost. Hier begint de A1, waar de B207 in over gaat. Dit gedeelte is onderdeel van de Vogelfluglinie.
Het tweede gedeelte bevindt zich tussen Lübeck en Hamburg, onderweg geeft deze weg aansluitingen op de A20 bij Groß Grönau en de A24 bij Talkau. Uiteindelijk sluit de B207 bij Wentorf bei Hamburg aan op de B5.
Het tussenliggende gedeelte tussen Heiligenhafen-ost en Lübeck werd omdat deze parallel aan de A1 verloopt eind jaren 90 gedegradeerd tot Landesstraße.
Tussen Lübeck en Pogeez werd een nieuwe weg (Bundesstraße 207 neu of B207n) gepland, waardoor de doorgaande weg niet meer door de plaatsen aan de Ratzeburger See verloopt. Dit vereiste vele bruggen en een nieuwe aansluiting op de A20. Het tweede gedeelte van de B207n is op 17 december 2007 voor het verkeer opengesteld.
B1 · B3 · B3n · B4 · B5 · B6 · B6n · B27 · B51 · B61 · B64 · B65 · B68 · B69 · B70 · B71 · B72 · B73 · B74 · B74n · B75 · B79 · B80 · B82 · B83 · B188 · B190n · B191 · B195 · B207 · B209 · B210 · B211 · B212 · B213 · B214 · B215 · B216 · B217 · B218 · B238 · B239 · B240 · B241 · B242 · B243 · B243a · B244 · B245a · B247 · B248 · B322 · B401 · B402 · B403 · B404 · B408 · B431 · B433 · B434 · B435 · B436 · B437 · B438 · B439 · B440 · B441 · B442 · B443 · B444 · B445 · B446 · B447 · B461 · B475 · B482 · B490 · B493 · B494 · B495 · B496 · B497 · B524 · B530
B1 · B2 · B4 · B5 · B75 · B76 · B77 · B87 · B96 · B96a · B96b · B97 · B101 · B102 · B103 · B104 · B105 · B106 · B107 · B108 · B109 · B110 · B111 · B112 · B112n · B113 · B115 · B122 · B156 · B158 · B166 · B167 · B168 · B169 · B179 · B182 · B183 · B187 · B188 · B189 · B190n · B191 · B192 · B193 · B194 · B195 · B196 · B197 · B198 · B199 · B200 · B201 · B202 · B203 · B204 · B205 · B206 · B207 · B208 · B209 · B246 · B320 · B321 · B404 · B430 · B431 · B432 · B434 · B435 · B495 · B501 · B502 · B503